# Божновиці
Божновиці (пол. Bożnowice) — село в Польщі, у гміні Зембиці Зомбковицького повіту Нижньосілезького воєводства.
Населення — 273 особи (2011).
У 1975-1998 роках село належало до Валбжиського воєводства.

## Демографія
Демографічна структура станом на 31 березня 2011 року:
|          | Загалом | Допрацездатний вік | Працездатний вік | Постпрацездатний вік |
| -------- | ------- | ------------------ | ---------------- | -------------------- |
| Чоловіки | 143     | 38                 | 93               | 12                   |
| Жінки    | 130     | 24                 | 81               | 25                   |
| Разом    | 273     | 62                 | 174              | 37                   |